# Cefalù
Cefalù [tʃefaˈlu] ist eine italienische Gemeinde in der Metropolitanstadt Palermo in der Autonomen Region Sizilien mit 13.861 Einwohnern (Stand 31. Dezember 2023) und Mitglied der Vereinigung I borghi più belli d’Italia

## Lage und Daten
Die Stadt liegt an der Nordküste Siziliens am Fuß der Rocca di Cefalù, eines 270 Meter hohen Kalkfelsens zwischen Palermo und dem Capo d’Orlando. Die Entfernung nach Palermo Richtung Westen beträgt 70 km, nach Messina Richtung Osten 162 km. Im Hinterland südlich der Stadt erstrecken sich die Ausläufer der Monti Madonie.
Cefalù liegt an der Bahnstrecke Fiumetorto–Messina und an der Autobahn A20. Die nächste Anschlussstelle, Cefalù-West (Cefalù Ovest), liegt etwa 4 km vom Stadtzentrum entfernt.
Die Einwohner leben hauptsächlich vom Tourismus und von Dienstleistungen. Weitere Erwerbsquellen sind Landwirtschaft und Fischerei.
Die Nachbargemeinden sind Castelbuono, Gratteri, Isnello, Lascari und Pollina.

## Geschichte
In der Gegend von Cefalù siedelten schon in prähistorischer Zeit Menschen. Der griechische Geschichtsschreiber Diodorus Siculus erwähnte den Ort unter dem damaligen Namen Kephaloidion erstmals 396 v. Chr. Unter römischer Herrschaft hieß die Stadt ab 254 v. Chr. Cephaloedium. Beides bedeutet Haupt oder Kopf und bezieht sich auf die Form der Rocca di Cefalù, auf dem die Siedlung ursprünglich lag.
Um 858 n. Chr. wurde die Stadt von den Arabern und 1063 von den Normannen erobert. Unter Roger II. von Sizilien wurde der Stadtkern an den Fuß des Kalkfelsens verlegt und im 12. Jahrhundert erlebte Cefalù seine Blütezeit. In dieser Periode entstand unter anderem die Kathedrale der Stadt.
Dort lagerten die Porphyrsarkophage, die der Normannenkönig Roger II. für sich selbst und einen seiner Nachfolger hatte anfertigen lassen. Porphyr war damals sehr schwer zu beschaffen. Friedrich II. ließ die Gebeine seines Vaters Heinrich VI. in einem der Sarkophage bestatten und diesen in den Dom von Palermo überführen, den anderen behielt er sich selbst vor. Diese Überführung wurde vom Klerus in Cefalù sehr ungnädig aufgenommen und abgelehnt, konnte aber nicht verhindert werden. Cefalù wurde später Bischofssitz.

## Stadtbild

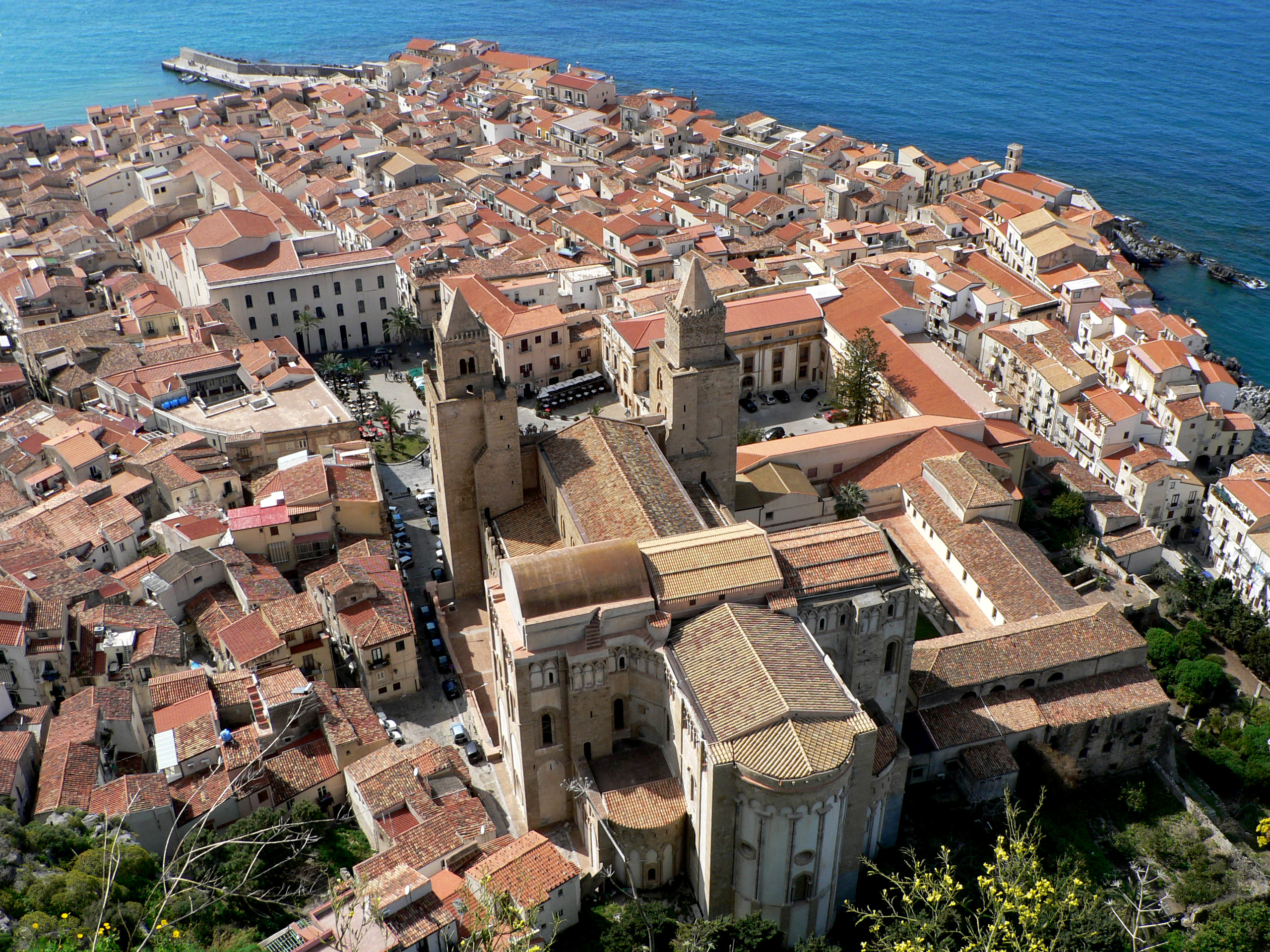
Blick auf die Altstadt

Der Grundriss der Altstadt entstand ab dem 12. Jahrhundert mit der Normannenkirche im Zentrum. Das Straßensystem wurde in einem gitterförmigen Muster darum herum angelegt. Die beiden wichtigsten Straßen sind der Corso Ruggero in Nord-Süd-Richtung und die Via Vittorio Emanuele in gleicher Richtung. Die Altstadt beherbergt neben dem Dom weitere Bauwerke wie den Palazzo Osterio Magno, mehrere Kirchen und die Porta Marina (Porta Pescara), das einzige erhaltene Stadttor. Die Mehrzahl der Häuser in der Altstadt stammt aus dem 16. Jahrhundert. Westlich der Altstadt erstreckt sich ein Sandstrand.

### Kirchen

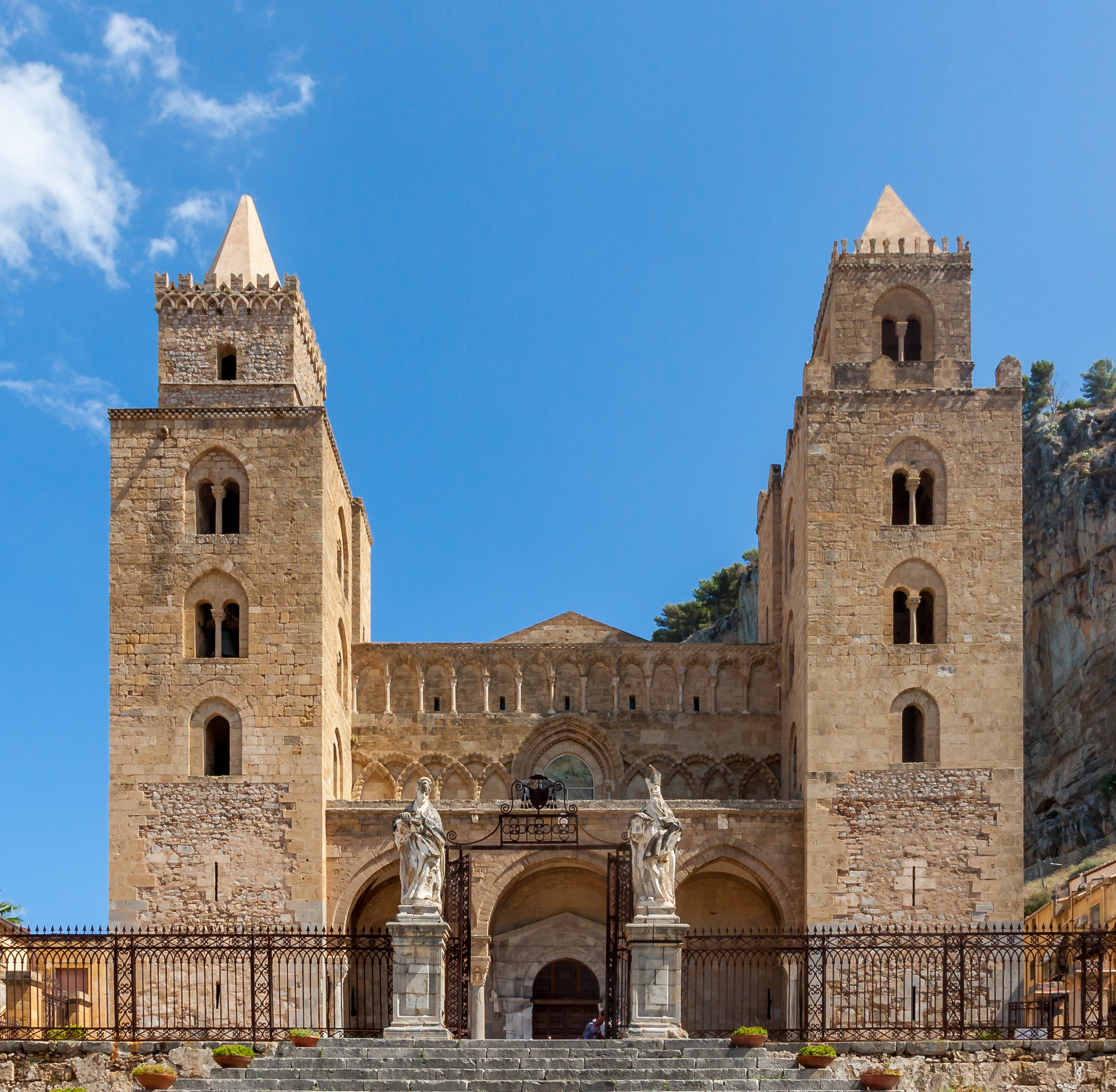
Kathedrale

Der Dom San Salvatore an der Piazza Duomo wurde unter dem Patronat von Roger II. im Jahr 1131 begonnen. Die Weihe der Kirche erfolgte erst 1267. Die dreischiffige Säulenbasilika zeigt Stilmerkmale der arabisch-byzantinisch-normannischen Kunst. Zwei wuchtige Glockentürme flankieren die Fassade. Im Inneren ist der Dom mit aufwändigen Goldmosaiken ausgestattet. Der Kathedrale ist ein Kreuzgang angeschlossen, der zusammen mit Gebäudeteilen der Kirche seit 1905 aufgrund eines Gesetzes behutsam und in kleinen Schritten saniert und rekonstruiert wird.
Weitere Kirchen sind (Auswahl) die Chiesa del Purgatorio, die Chiesa S. Maria della Catena, die Chiesa San Sebastiano und die Kapelle San Biagio.

### Weitere Bauwerke
In der Via Mandralisca, die vom Vorplatz des Doms nach Westen verläuft, befindet sich das Museo Mandralisca, benannt nach einem privaten Kunstsammler. Zu den Exponaten zählen sowohl das berühmte Porträt eines unbekannten Matrosen von Antonello da Messina als auch Sammlungen griechischer, römischer, arabischer Vasen sowie von Münzen und Muscheln.
Am Corso Ruggero steht der Palazzo Osterio Magno aus dem 13./14. Jahrhundert.
An der Via Vittorio Emanuele ist die Porta Marina zu finden, das einzige verbliebene Stadttor.
Am östlichen Zugang Cefalùs steht ein Mauerrest, der Teil der ersten Besiedlung aus der Zeit um 500 bis 400 v. Chr. sein soll. Durch das darin befindliche Tor führte der Weg zum früheren Hafen.

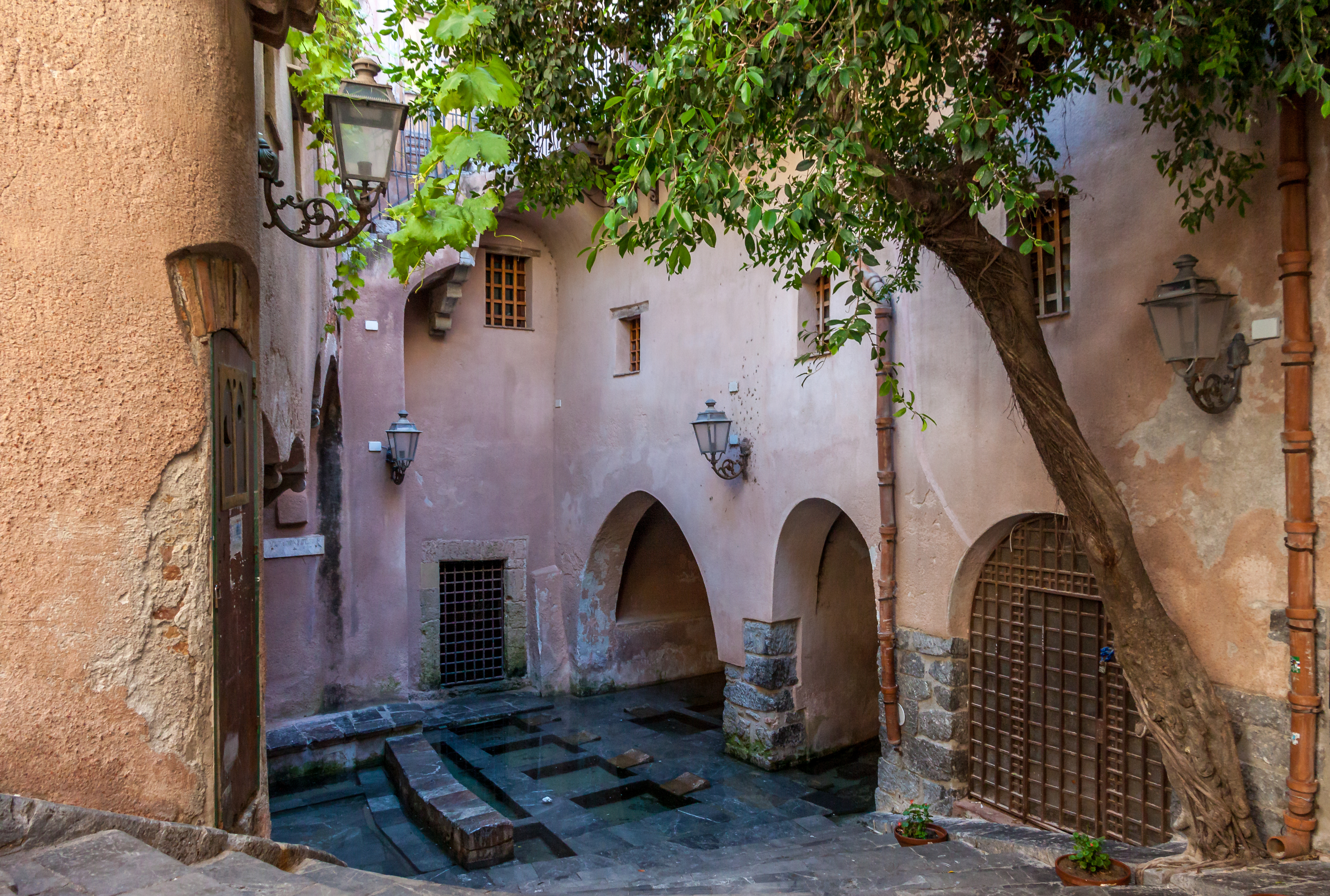
Lavatoio medievale

In der Nähe des Fischerhafens liegt das Lavatoio medievale, ein öffentlicher Waschplatz, der wahrscheinlich aus arabischer Zeit stammt. Er wurde bis Mitte des 20. Jahrhunderts von der Stadtbevölkerung genutzt. Ein natürlicher Wasserlauf wird durch mehrere in den Felsen gehauene Becken mit steinernen Waschbrettern geleitet.

### Rocca
Auf dem Burgberg der Stadt (Rocca di Cefalù) befinden sich Spuren aus prähistorischer und antiker Zeit. Dazu zählen die Reste eines Dianatempels aus dem 9. Jahrhundert v. Chr., die Chiesa di Sant’Anna, eine byzantinische Kapelle aus dem 7. Jahrhundert, eine Zisterne aus arabischer Zeit und eine Kastellruine aus normannischer und staufischer Zeit.

## Umgebung
Im Ortsteil Gibilmanna in den Madonie liegt das Santuario di Gibilmanna, ein Marienwallfahrtsort aus dem 17./18. Jahrhundert.
In den Stallungen eines aufgelassenen Klosters befindet sich das Museo dell’Ordine, in dem Gemälde, Skulpturen, Gewänder ausgestellt sind.

## Söhne und Töchter der Stadt
- Giacomo del Duca (1520–1604), Architekt und Stadtbaumeister
- Giovanni Bernardino Azzolino (1572–1645), Maler
- Giuseppe Misuraca (1884–1962), Erzbischof und Diplomat
- Pietro Omodeo (1919–2024), Biologe
- Francesco Glorioso (1942–2022), Ruderer

## Weiteres
- Der Okkultist und Mystiker Aleister Crowley unterhielt in Cefalù die Abtei Thelema, bis ihn 1923 Benito Mussolini des Landes verwies.
- 1988 wurden in Cefalù Teile des international ausgezeichneten Films Cinema Paradiso unter der Regie von Giuseppe Tornatore gedreht.